# Prionailurus javanensis
A Prionailurus javanensis az emlősök (Mammalia) osztályának ragadozók (Carnivora) rendjébe, ezen belül a macskafélék (Felidae) családjába tartozó faj.

## Rendszertani besorolása
Mivel igen hasonlít rokonára, a leopárdmacskára (Prionailurus bengalensis) sokáig úgy vélték, hogy annak az alfaja. Azonban az új DNS- és alaktani-vizsgálatoknak köszönhetően megtudtuk, hogy egy önálló fajról van szó. Leválásakor magával vitte a leopárdmacska legtöbb szigeti alfaját is, hiszen azok valójában együttesen a Prionailurus javanensist alkotják.

## Előfordulása
A Prionailurus javanensis előfordulási területe magába foglalja a következő malajziai, indonéziai és fülöp-szigeteki területeket: Borneó, Jáva, Bali, Szumátra, Palawan, Negros Occidental (Nyugat-Negros), Cebu és Panay.
Meglehet, hogy a palawani állománynak az ősei Borneóból származnak; a szigetek közti átkelés a pleisztocén korban történhetett, amikor is az ottani szigetek szárazföldekkel össze voltak kötve. Mivel a palawani és a negrosi állatok között nagyon kicsi a genetikai különbség, nagy a valószínűség, hogy az utóbbi szigetre az ember telepítette be ezt a macskát.
Állatkertekben igen ritka faj, Magyarországon csak a Nagyerdei Kultúrparkban található meg néhány egyede.

## Alfajai
A kutatók 147 darab lenyúzott bőr és 100 darab koponya vizsgálatából megtudták hogy ennek az állatnak, az elterjedési területén található különböző szigeteken 5 különböző alfaja van:
- Prionailurus javanensis borneoensis (Brongersma, 1936) - korábban: Prionailurus bengalensis borneoensis – Borneó
- Prionailurus javanensis heaneyi (Groves, 1997) - korábban: Prionailurus bengalensis heaneyi – Palawan
- Prionailurus javanensis javanensis (Desmarest, 1816) - korábban: Prionailurus bengalensis javanensis – Jáva és Bali
- Prionailurus javanensis rabori (Groves, 1997) - korábban: Prionailurus bengalensis rabori – Negros Occidental, Cebu és Panay
- Prionailurus javanensis sumatranus (Horsfield, 1821) - korábban: Prionailurus bengalensis sumatranus – Szumátra

## Megjelenése
Az átlagos Prionailurus javanensis fej-testhossza 38,8-66 centiméter, ennek a 40-50%-át a farok alkotja. A testtömege 0,55-3,8 kilogramm. A macska szőrzetének az alapszíne a háton és oldalakon szürkésbarna; az oldalain sötétbarna foltok vannak, ezek a foltok a háton összeérnek és három hosszanti sávot alkotnak. A hasi része fehéres. Mint minden Prionailurus-fajnak, ennek is lekerekítettek a fülei és a hosszúkás testéből rövid lábak indulnak ki.

## Életmódja
A természetes élőhelye a trópusi alföldeket borító örökzöld erdők. Azonban, ha elég sűrű a növényzet, ez a macskaféle az ember közelében is képes megélni; emiatt olajpálma-, kaucsukfa- és cukornádültetvényeken is találkozhatunk vele. A sabahi Tabin rezervátumban egy-egy Prionailurus javanensis átlagos területe 3,5 négyzetkilométert foglal magába.
Ez a macskaféle késő délután és kora reggel jár vadászni. Legfőbb tápláléka a különböző rágcsálók, ezekből főleg a patkányfajok; étlapját élőhelytől függően kiegészítheti gyíkokkal, kígyókkal, békákkal vagy énekesmadarakkal.

## Képek

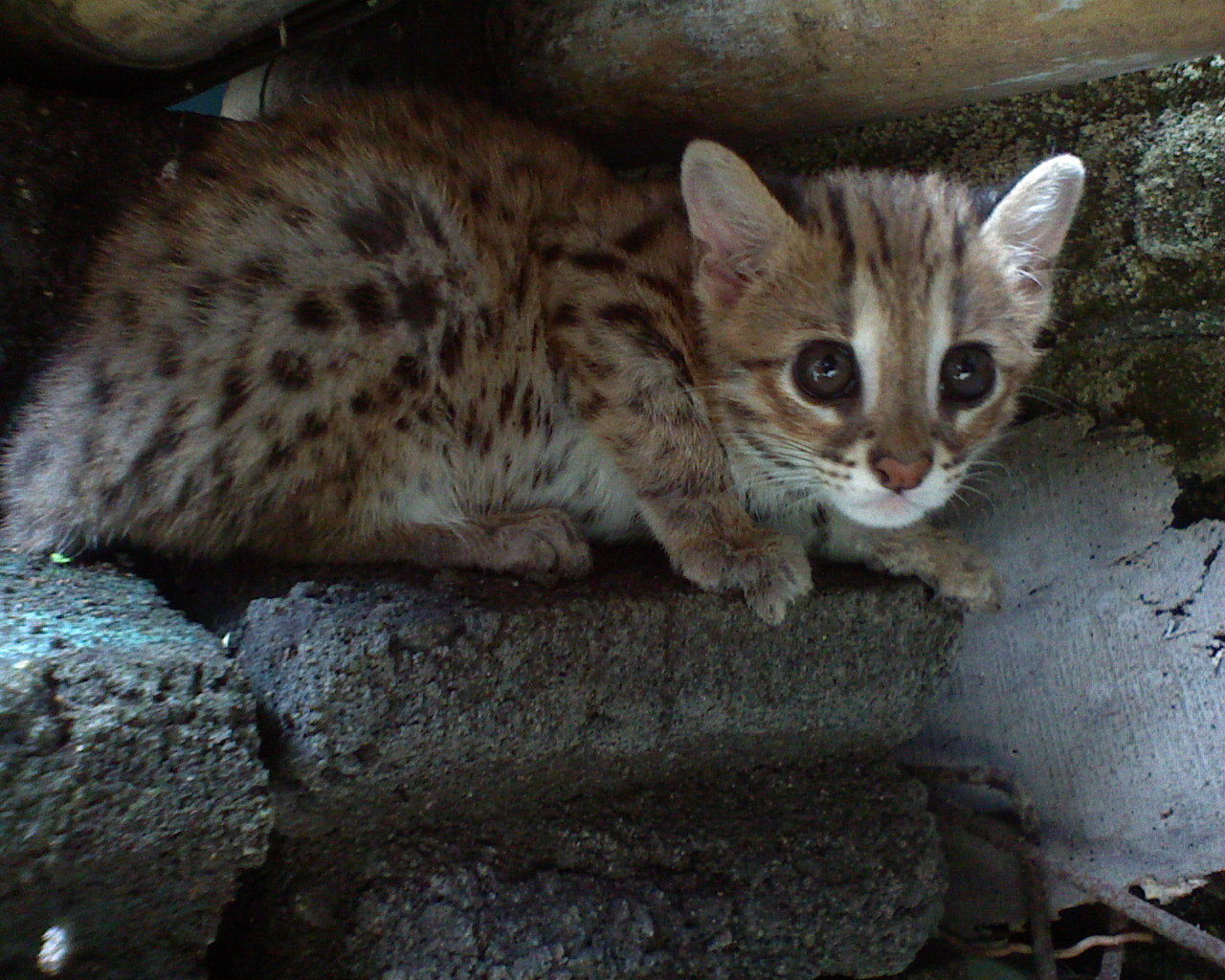
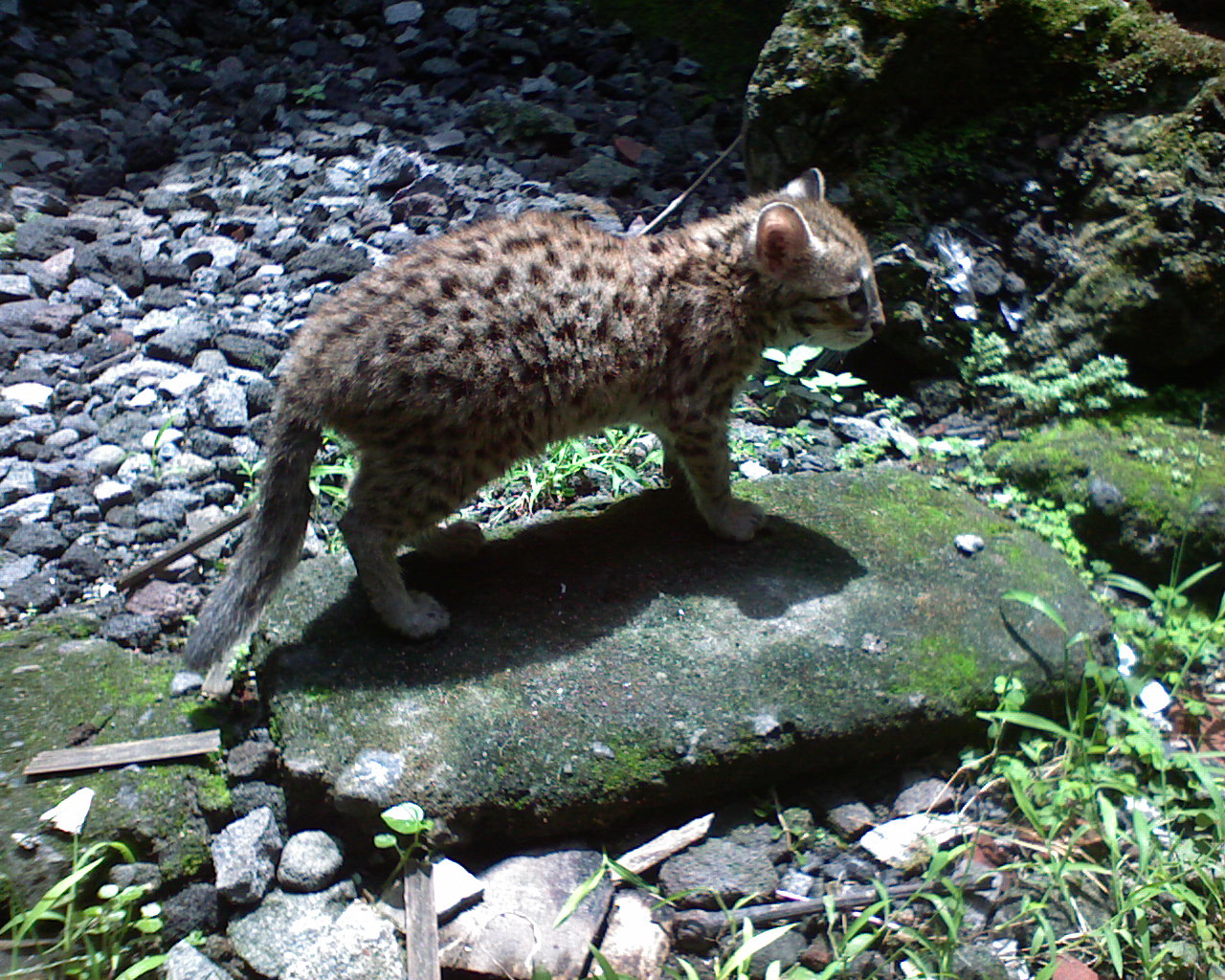
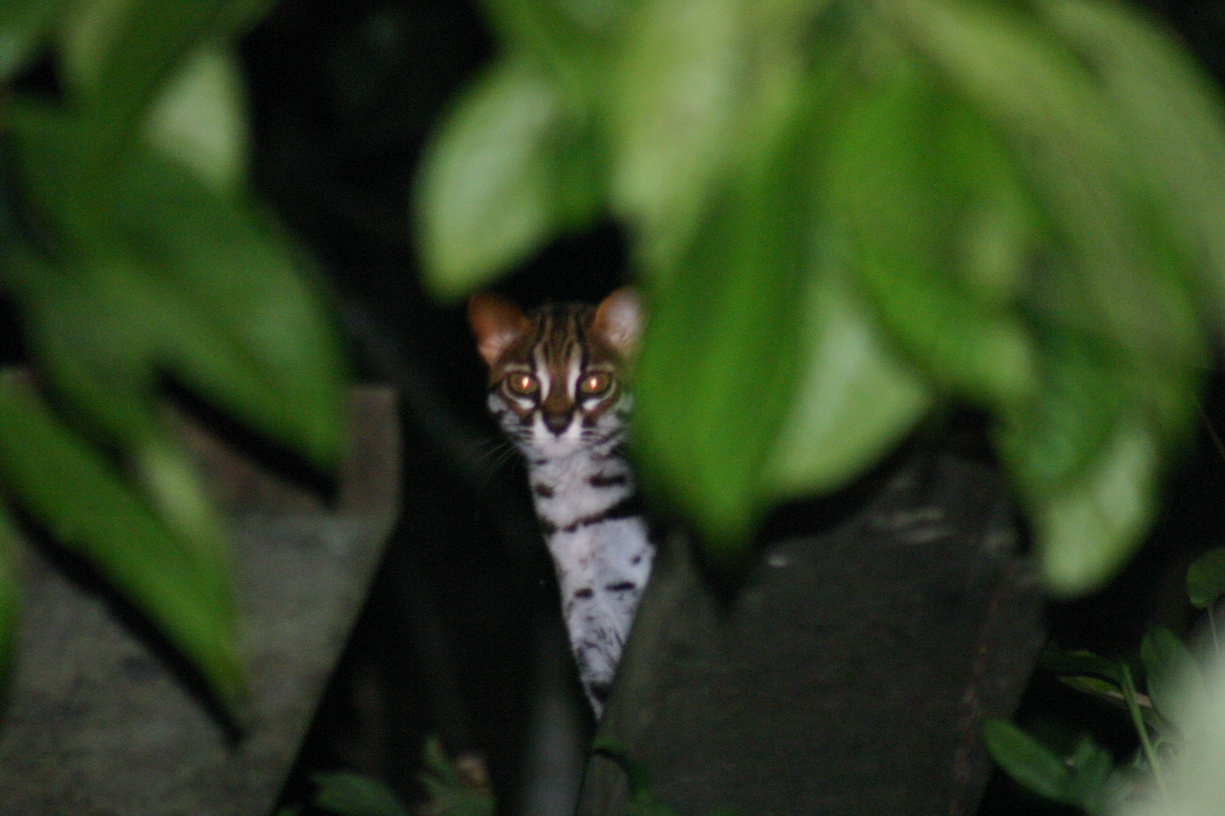

### Fordítás
- Ez a szócikk részben vagy egészben  a   Sunda leopard cat című angol Wikipédia-szócikk ezen változatának fordításán alapul.  Az eredeti cikk szerkesztőit annak laptörténete sorolja fel. Ez a jelzés csupán a megfogalmazás eredetét és a szerzői jogokat jelzi, nem szolgál a cikkben szereplő információk forrásmegjelöléseként.